# Dzień bezmięsny
Bezmięsny poniedziałek – 30 lipca 1959 r. minister handlu wewnętrznego Mieczysław Lesz wydał zarządzenie, zgodnie z którym poniedziałek stał się „dniem bezmięsnym”, powodem był deficyt mięsa w handlu (dostęp do świeżego mięsa w poniedziałki jest tradycyjnie utrudniony, wynika to z jego łatwego psucia się). Dniem bezmięsnym był poniedziałek,  – w żadnym zakładzie gastronomicznym, sklepie mięsnym nie można było wtedy dostać mięsa do posiłków (poza m.in. salcesonem i słoniną).